# Archidiecezja Barcelony

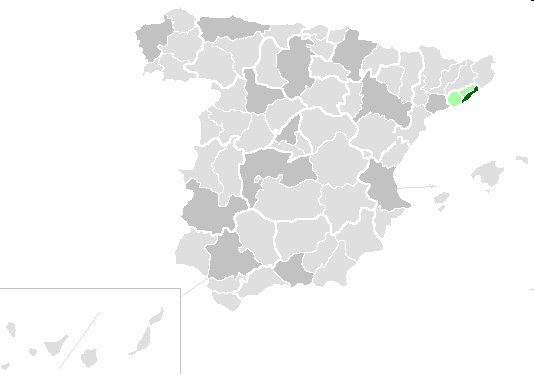
Archidiecezja Barcelony na mapie Hiszpanii (zaznaczona ciemnozielonym kolorem)

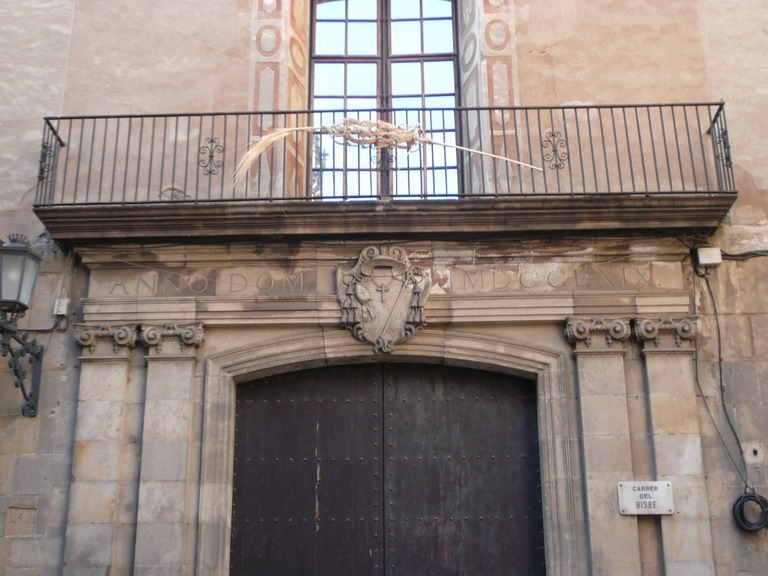
Portal pałacu arcybiskupiego w Barcelonie

Archidiecezja Barcelony (łac. Archidioecesis Barcinonensis, kat. Arquibisbat de Barcelona, hiszp. Arquidiócesis de Barcelona) – katolicka archidiecezja hiszpańska położona w północno-wschodniej części kraju, nad Morzem Śródziemnym, obejmująca swoim zasięgiem miasta część prowincji Barcelony, w Katalonii. Siedziba arcybiskupa znajduje się w archikatedrze św. Eulalii w Barcelonie.

## Historia
Diecezja Barcelony została założona w IV wieku jako sufragania archidiecezji tarragońskiej. 25 marca 1964 biskupstwo zostało podniesione do rangi archidiecezji przez papieża Pawła VI na mocy konstytucji apostolskiej Laeto animo i podporządkowane bezpośrednio do Stolicy Apostolskiej. Ponadto arcybiskup barceloński uzyskał przywilej noszenia paliusza, mimo że archidiecezja nie posiadała sufraganii. Pierwszym arcybiskupem został Gregorio Modrego y Casaus. 15 czerwca 2004 papież Jan Paweł II wydzielił z obszaru archidiecezji dwa biskupstwa: Sant Feliu de Llobregat i Terrassa, które zostały podporządkowane arcybiskupstwu barcelońskiemu jako sufraganie, gdyż ta otrzymała status metropolii na mocy konstytucji apostolskiej Ad totius dominici.

## Biskupi
- Biskup diecezjalny: kard. Juan José Omella Omella
- Biskupi pomocniczy: Javier Vilanova Pellisa, David Abadías Aurín
- Arcybiskup senior: kard. Lluís Martínez Sistach

## Główne świątynie
- Archikatedra św. Eulalii w Barcelonie
- Bazylika Bazylika Niepokalanego Poczęcia NMP w Barcelonie
- Bazylika Santa Maria de Mataró
- Bazylika Santa Maria del Mar w Barcelonie
- Bazylia de Santa Maria del Pi (del Pino) w Barcelonie
- Bazylika Świętych Justusa i Pastora w Barcelonie
- Bazylika św. Józefa Oriola w Barcelonie
- Bazylika Mare de Déu de la Mercè w Barcelonie
- Bazylika Najświętszego Serca Pana Jezusa del Tibidabo w Barcelonie
- Świątynia Pokutna Św. Rodziny w Barcelonie

## Podział administracyjny archidiecezji
Parafie archidiecezji Barcelony są zorganizowane w następujących 21 archiprezbiteratach:
- Catedral
- Gràcia
- Guinardó
- Horta
- Poble Nou
- Puríssima Concepció
- Rambles - Poble Sec
- Sagrada Familia
- Sant Andreu
- Sant Gervasi
- Sant Josep Oriol
- Sant Martí
- Sants - La Marina
- Sarrià
- Trinitat - Roquetes
- Vall d' Hebron
- Vilapicina
- Cornellà
- Hospitalet de Llobregat
- Torrassa - Collblanc
- Provençals